# Кирилл Веселаго
Кири́лл Весела́го (настоящее имя Кири́лл Алекса́ндрович Шевче́нко; 7 мая 1962 — 15 декабря 2019) — российский музыкальный критик, журналист и продюсер, автор сатирического романа «Призрак оперы N-ска» (1996). Один из заметных музыкальных обозревателей Петербурга 1990-х годов.

## Биография
Родился 7 мая 1962 года в Ленинграде. В 1985 году окончил факультет журналистики Ленинградского государственного университета. С 1985 по 1989 год работал в ленинградском отделении ТАСС, затем — в газетах «Вечерний Ленинград» и «Невское время». В 1990-х годах был ведущим музыкальным критиком газеты «Смена», где публиковался до 2000 года. Сотрудничал с изданиями «Русская мысль», «Московские новости», «Огонёк», публиковал колонки на портале «Фонтанка.ру» и в журнале «Город 812».
Умер 15 декабря 2019 года, после продолжительной болезни.

## Творчество

### Журналистика и критика
Веселаго специализировался на аналитических материалах о классической музыке, оперных постановках и театральной жизни Санкт-Петербурга. Его рецензии отличались резкостью и ироничным стилем.

### Роман «Призрак оперы N-ска» (1996)
Сатирический роман, высмеивающий закулисье ведущего оперного театра Петербурга. Большинство персонажей имели узнаваемых прототипов из мира музыкального театра города 1990-х годов. После публикации тираж романа был практически полностью скуплен неизвестными лицами, чтобы ограничить его распространение; по свидетельствам издателя, существовали опасения за личную безопасность, а отдельные экземпляры книги распространились в ксерокопиях и электронных версиях. В итоге книга приобрела полулегендарный «культовый» статус; отдельные сцены, детали и цитаты активно обсуждались среди специалистов по культурной жизни Петербурга.
Стиль романа отмечен как едко-сатирический, гротескный, наполненный узнаваемыми реалиями театральной сцены 1990-х годов. Сюжет романа — внутренняя борьба за власть в театре, которая завершается крахом руководителя Абдуллы Урюковича Бесноватого (в котором узнаётся Гергиев).

#### Основные персонажи
| Имя                         | Должность                                                                   | Описание | Характерные цитаты |
| --------------------------- | --------------------------------------------------------------------------- | --- | --- |
| Абдулла Урюкович Бесноватый | Главный дирижёр и художественный руководитель N-ского театра оперы и балета | Властный, тщеславный, деспотичный глава театра, внушающий страх руководитель, карьерист кавказского происхождения.               | «…собрав в складки небритые прыщавые щеки, обратил в сторону журналистов одну из специально припасаемых к такому случаю улыбок: обаяние с примесью скромности. — Я много говорить не буду: огромность вклада нашей N-ской оперы в мировую музыкальную культуру с тех пор, как я возглавил труппу, неоспорима и признана на всех континентах».               |
| Алина Непотребко            | Сопрано, примадонна                                                         | Молодая звезда, эксцентричная, амбициозная, временами истеричная любимица Бесноватого, участница скандалов.                      | «…одеждам богатыря приятное для глаза колыхание должен был сообщить сжатый воздух… в результате костюм сопрано Непотребно был втянут в трубу, лишив последнюю части волос и причинив некоторые легкие увечья на лице. (Можете себе представить, какой скандал устроила примадонна, которая, как назло, в тот момент была дежурной фавориткой Бесноватого)!» |
| Армен Матевосян             | Тенор                                                                       | Маленький, тучный, с сильным армянским акцентом, склонен к закулисной болтовне и веселым разговорам.                             | «Маленький и тучный Матевосян приветствует его взмахом короткой руки и возглашает с сильным армянским акцентом: — Пиривет, Овлур-джян! Вазми мне малэнький двойной!» |
| Арык Забитов                | Режиссёр-постановщик                                                        | Молодой дебютант-режиссёр, окончивший консерваторию по классу большого барабана, суетливый и нервный участник закулисных интриг. | «Режиссёр-постановщик Арык Забитов носится по сцене, кричит и машет руками. „Кащей“ — его дебют в качестве постановщика на N-ской сцене; вообще-то Забитов закончил консерваторию города Люксомухинска по классу большого барабана, но, к сожалению, играть на нём так и не научился».                                                                      |
| Вано Джапаридзе             | Художник                                                                    | Медлительный, важный, склонен к фантазиям, любит преувеличивать свои успехи.                                                     | «Вано отвечает не торопясь, через паузу. Говорит медленно и важно… — Харашо съездил. Нармально. (Вновь через паузу.) — Остров вот в Монте-Карло купил…» |
| Дирижёр Кошмар              | Дирижёр                                                                     | Робкий, заикается, выполняет все поручения руководства, символ «шестёрки».                                                       | «Абдулла Урюкович! — пролепетал Кошмар, заикаясь. — У вас сейчас оркестровая на верхней сцене…» |
| Лора Кацапова               | Оперная критикесса                                                          | Молодящаяся, кокетливая, старается понравиться и коллегам, и руководству, играет роль «звёздного критика».                       | «…скромненько, в углу, сидит молодящаяся оперная критикесса Лора Кацапова, источающая кокетливые улыбки в сторону остальных серьёзных критиков». |
| Марина Барсук               | Пианистка-концертмейстер                                                    | Опытная, незаменимая в репетициях и концертах, помогает и звёздам, и дебютантам.                                                 | «…Марина Барсук в третий раз спасала дуэт, подыгрывая из глубины зала». |
| Овлур Бишкеков              | Бас                                                                         | Важный бас, авторитетная фигура среди певцов, отстранён, медлителен и солиден.                                                   | «Вот в дверях появился значительный силуэт баса Овлура Бишкекова; обозрев горизонт, он валко направляется к стойке». |
| Павел Бурело                | Баритон                                                                     | Молодой, «подающий надежды» солист. Искренне старается угодить, суетлив, говорит с малороссийским акцентом.                      | «Солист театра Бурело, молодой и, как принято говорить, „подающий надежды“, подобострастно и суетливо подкатывает к директорским креслам. Говорит он с ярким малороссийским акцентом, нараспев и изо всех сил стараясь казаться веским, значительным, многоопытным и авторитетным».                                                                         |
| Полина Хабибулина           | Меццо-сопрано                                                               | Роскошная и сильная молодая певица, отмечена как исключительная фигура в труппе, участница спектаклей.                           | «Добавила хлопот и меццо-сопрано Хабибулина (исключительно, надо заметить, здоровая и роскошная особа), которая во время исполнения арии „Меч мой булатный“ так шарахнула жестяным мечом по картонной наковальне, что та разлетелась вдребезги…» |
| Позор Залупилов             | Менеджер N-ской оперы                                                       | Угодливый бывший тромбонист, ставший менеджером за гибкий характер. Символ карьеризма и шестёрства.                              | «Бывший тромбонист Позор Залупилов, который ныне, благодаря необычайно гибкой спине и знанию шести предложений по-английски, пребывает в должности менеджера N-ской оперы, суетливо бросается отодвигать кресло…» |
| Призрак оперы               | Мистическое существо                                                        | Загадочный персонаж, появляется в сюртуке и цилиндре, выступает тайным критиком происходящего в театре.                          | «В элегантном сюртуке и цилиндре он стоял у двери, неотступно глядя на Бесноватого». |
| Сева Трахеев                | Баритон                                                                     | Ярко одарён, неукротим, склонен к запоям и стихийному пению, добр, не склонен к интригам.                                        | «В доме же нашем никто и бровью не ведет: все знают, что у Севы Трахеева, обладателя сказочной красоты и мощи баритона, нынче просто очередной запой». |
| Станислав Плотвичка         | Художник-дизайнер                                                           | Молодой и эксцентричный, эпатажный постановщик, любит провокационные решения.                                                    | «Дизайн Станислава Плотвички (молодой художник был также замечен в свое время Бесноватым; дирижёр буквально переманил Плотвичку из музыкального театра Детских Радостей)…» |
| Стакакки Драчулос           | Тенор, профессор консерватории                                              | Известный, циничный, шумный тенор, обрусевший грузинский грек, известен своими «русскими романсами».                             | «Знаменитый тенор, обрусевший грузинский грек Стакакки Драчулос. Он сразу привлекает к себе внимание громкой, как овация, отрыжкой». |
| Стика Нижак                 | Обозревательница искусств                                                   | Напористая, имеющая «пропуск» на особые театральные события, занимает привилегированное положение.                               | «Ближе всех к рабочему столу дирижёра угнездилась известная обозревательница искусств Стика Нижак». |
| Феликс Данилович Кретинов   | Главный редактор театральной газеты                                         | Неопрятный, изворотливый и подковёрно влиятельный критик.                                                                        | «Грязные, зачёсанные назад волосы открывают низкий лоб с резко очерченными надбровными дугами; бесцветные глаза настолько выкачены из орбит… облачён в засаленный и драный пиджак неопределённого цвета с горками перхоти на плечах». |
| Шкалик                      | Музыкальный критик                                                          | Мелкий, очкастый, смешливый представитель «серьёзных критиков», символ старой школы.                                             | «В плюгавом человечке, согнувшемся под тяжестью огромных, как будто бы „на вырост“ сделанных очков в массивной роговой оправе мы без труда узнаем знаменитого критика Шкалика». |